# Chickenfoot LV (musikalbum)
Chickenfoot LV är den amerikanska rockgruppen Chickenfoots tredje album, släppt den 7 december 2012. Albumet är inspelat LIVE under våren 2012 i Chicago, Seattle, Boston och Phoenix.

## Låtlista
1. Lighten Up
2. Big Foot
3. Last Temptation
4. Something Going Wrong
5. Oh Yeah
6. Down The Drain
7. Turnin' Left
8. My Kinda Girl
9. Learning To Fall